# Carl Edvard Guldberg
Carl Edvard Lemming Guldberg, född den 26 oktober 1823 i Nyborg, död den 6 augusti 1905 i Köpenhamn. var en dansk blindpedagog.
Guldberg, som 1851 blev teologie kandidat, var 1858–1885 andre lärare vid kungliga blindinstitutet i Köpenhamn. Han konstruerade 1862 för blinda en sinnrik skrivapparat, som består av en dubbel trälinjal med slid och rörliga klaffar. Man skriver i den med blyerts en plan skrift, vars bokstäver blir runda, inte, som i den svenska planskriften för blinda, fyrkantiga. Apparaten begagnades allmänt i Danmark, men då användandet är tämligen svårlärt, vann den ingen större spridning i andra länder. Även Guldbergs yngste bror, Ludvig August Friborg Guldberg (född den 12 maj 1834, död den 3 juni 1912, konstruerade flera apparater för undervisning av blinda i matematik, geografi och reliefskrift.